# PRPF4
PRPF4‏ (Pre-mRNA processing factor 4) هوَ بروتين يُشَفر بواسطة جين PRPF4 في الإنسان.